# 1542 en littérature
| Années de la littérature : 1539 - 1540 - 1541 - 1542 - 1543 - 1544 - 1545    |
| Décennies de la littérature : 1510 - 1520 - 1530 - 1540 - 1550 - 1560 - 1570 |

Cet article présente les faits marquants de l'année 1542 en littérature.

## Événements
- 31 octobre : François Bonivard est chargé par la Conseil de rédiger le Chroniques de Genève[1].
- 8 décembre : le dominicain Bartolomé de Las Casas (1484-1566) termine à Valence son mémoire intitulé Brevísima Relación de la destrucción de las Indias (« Très brève relation sur la destruction des Indes »)[2].

- Premier exemple écrit de la langue romani en Europe de l'Ouest dans The Fyrst Boke of the Introduction of Knowledge, un ouvrage d'Andrew Borde (en)[3].

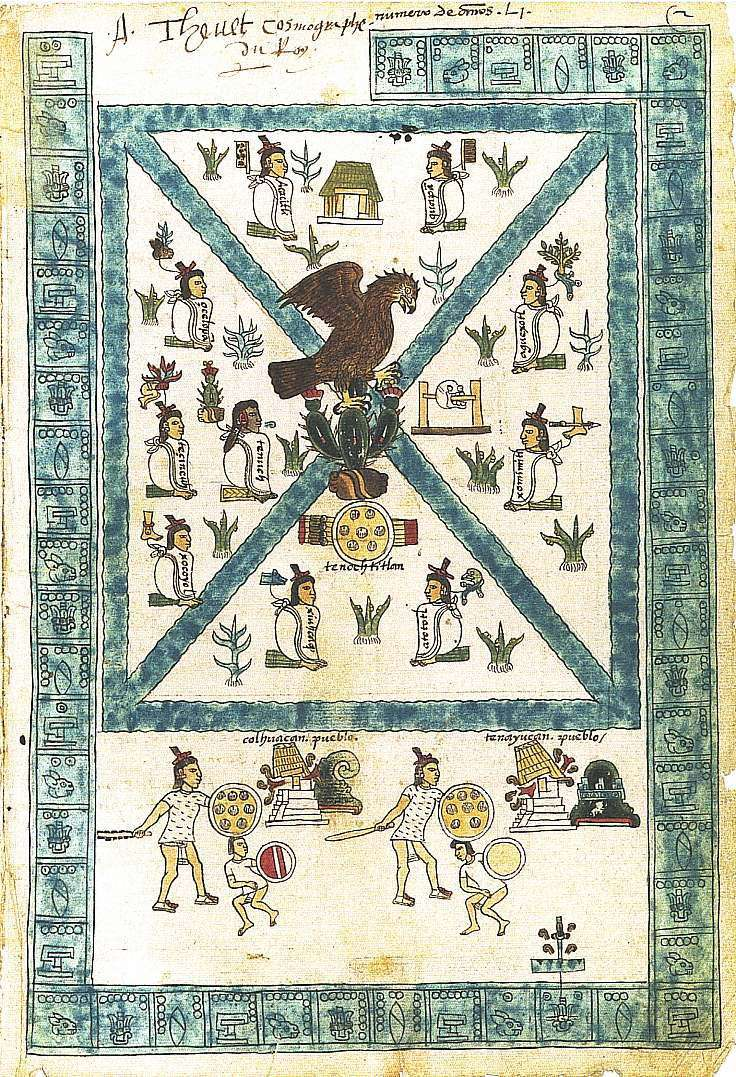
Codex Mendoza, La fondation de Tenochtitlan

- 1541-1542 : réalisation à Mexico du Codex Mendoza par un prêtre anonyme et le tlacuilo (peintre) Francisco Gualpuyohualcal[4].

## Parutions
- Parution à Genève du La Forme des Prieres et chantz ecclesiastiques, recueil de trente psaumes traduits par Clément Marot et cinq psaumes et deux cantiques par Jean Calvin[5].

- Dialogo delle lingue (« Dialogue des langues »), essai de l'humaniste padouan  Sperone Speroni est publié à Venise chez Alde Manuce. Il exalte la valeur de l’italien comme langue de culture. Joachim du Bellay reprend à la lettre des passages du Dialogue des langues dans La Deffence et Illustration de la Langue Francoyse écrit en 1549[6].

- Première édition chez Berthelet de The Union of the Two Noble and Illustre Families of Lancastre and Yorke, connu sous le nom de Chronique de Hall, rédigée par Édouard Hall pour la période de 1399 à 1532, puis jusqu'en 1547 pour l'édition de Grafton en 1548[7].

- La Parfaicte Amye, poème d'Antoine Héroët[8].

## Décès
- 17 mars : Ruzzante (Angelo Beolco), écrivain, dramaturge et acteur italien, né vers 1496.
- 23 août :  Girolamo Benivieni, poète italien, né en 1453.
- 21 septembre : Juan Boscán Almogáver, poète et écrivain espagnol, né vers 1485.
- 11 octobre : Thomas Wyatt, poète anglais, né en 1503.

- Agacio Guidacerio, philologue italien, professeur d'hébreu à Rome puis à Paris, né en 1477.